# Referéndum de Samoa Americana de 1978
Un referéndum sobre las sesiones de Fono tuvo lugar en Samoa Americana el 7 de noviembre de 1978.  A los electores se les planteó aprobar una enmienda propuesta que alargaría las sesiones del Fono de 30 a 45 días. La medida fue aprobada y entró en vigor.